# Bailei na Curva
Bailei na Curva é uma das peças de maior sucesso do teatro gaúcho. O argumento, roteiro e texto final são de Júlio Conte, baseado em improvisações dos atores Flávio Bicca, Márcia do Canto, Lúcia Serpa, Hermes Mancilha, Regina Goulart e Cláudia Accurso.
Do gênero comédia dramática, a peça foi escrita e encenada pela primeira vez em 1983, no Teatro do Ipê, com grande aceitação do público e da crítica. Depois disso, teve diversas montagens.
A peça conta com 48 personagens, interpretados por oito atores, quatro homens e quatro mulheres.
Foi editada em livro pelas editoras L&PM e Mercado Aberto.

## Enredo
A peça mostra a trajetória de sete crianças, vizinhas da mesma rua na cidade de Porto Alegre, durante três décadas. Tem como pano de fundo os fatos políticos a partir do golpe militar de abril de 1964 até o movimento das Diretas Já, em 1984.

## Personagens centrais
- Ana – a filha de um militar que, em sua infância e adolescência, gosta de Pedro.
- Pedro – jovem cujo pai é um sindicalista ligado ao antigo PTB, e a mãe, D. Elvira, é uma costureira.
- Gabriela – irmã de Pedro; sonha ser médica.
- Caco – filho de um empresário em ascensão e engajado no movimento militar; acredita em Deus, pátria e família; mora na frente da casa de Paulo.
- Paulo – filho de um professor universitário e ideólogo da esquerda.
- Ruth – a gordinha da turma, cuja mãe é diretora do colégio.
- Luciana – a irmã mais moça de Ruth.

## Música
A musica Horizontes, de Flávio Bicca Rocha, faz parte desta peça.

## Prêmios
- Prêmio Açorianos – Prêmio especial do júri, em 1983.
- Troféu Mambembe – Os melhores do ano: Prêmio Inacen do Ministério da Cultura para Bailei na Curva, encenada na cidade do Rio de Janeiro, em 1985, uma montagem realizada pela companhia carioca - Depois do Baile (mudou o nome para Cia. Fanfarra Carioca em 1993).
- Festival Internacional de Expressão Ibérica, na cidade do Porto (Portugal) – participação representando o Brasil, em 1986. Prêmio atribuído também a Cia. Fanfarra Carioca (fantasia - Depois do Baile).